# AOC Bordeaux
La denominación de origen Bordeaux o Bordeaux générique ("Burdeos genérico") es la más importante y más vendida de todas las AOC de la zona de Burdeos. El resto de las AOC de la región de Burdeos, incluyendo las más prestigiosas, tienen autorizado producir bajo esta AOC. Las normas de calidad y especificaciones de esta AOC se elaboran por el instituto INAO.
El primer reconocimiento de la denominación de origen Bordeaux fue otorgada por decreto del 11 de noviembre de 1936.

## Producción y zona
Producción anual: 250.000 hectolitros.
Superficie: 44.000 hectáreas.
Máxima producción autorizada: 2200 hectolitros por hectárea.

## Variedades vitíferas
Las uvas más plantadas son cabernet sauvignon y merlot. Cabernet franc no es usual, pero también está autorizada. Petit Verdot y malbec son escasas.